# مارکت گرایتس
مارکت گرایتس (به آلمانی: Marktgraitz) یک شهر در آلمان است که در بایرن واقع شده‌است.

## خصوصیات
مارکت گرایتس ۳٫۷۵ کیلومترمربع مساحت دارد ۲۹۲ متر بالاتر از سطح دریا واقع شده‌است.